# 謝奶
謝奶，又叫做十六，為福州人以農曆虛歲十六歲為成年的成年禮風俗，是過關中的最後一年儀式。民眾會在小孩十六歲做生日時，請閭山教三奶派的道士，擺設神案，炊煮貢品等，祭祀臨水夫人，感激神佑孩子平安健康，成為大人，一般情況下為民宅舉辦。

## 歷史

### 發源
16歲舉行成年禮，據考據在大清乾隆十九年（1754年）《福州府志》即載：「近世於冠禮鮮能行者，郡中惟一二禮法之家偶一舉行。民間則男女年十六延巫設醮，告成人於神，謂之做出幼，是失禮愈遠也。」由此可知，行於祖廟、男冠女笄的古禮，在當時早已式微多時。
另一方面，閭山教三奶派濃厚的成年式大為風行，在閩浙方誌中屢見做出幼、出童子等風俗，學界認為與下南地方的做十六歲可能與之有同源關係。